# Alice's Three Bad Eggs
Alice's Three Bad Eggs é um curta-metragem de animação estadunidense de 1927, lançado como parte da série Alice Comedies.